# Aricidea similis
Aricidea similis är en ringmaskart som beskrevs av Fauchald 1972. Aricidea similis ingår i släktet Aricidea och familjen Paraonidae. Inga underarter finns listade i Catalogue of Life.